# Thilafushi
Die künstliche Insel Thilafushi (Dhivehi ތިލަފުށި) wurde auf den Malediven ursprünglich als Mülldeponie geplant, die den Müll der Hauptstadt Malé aufnahm. Heute ist Thilafushi auch durch seine Industrieansiedlungen geprägt.
Thilafushi liegt rund 6,8 Kilometer (km) westlich von Malé im Süden des Nord-Malé-Atolls zwischen der Touristeninsel Giraavaru im Westen und der zur Hauptstadt Malé gehörenden, im Bau befindlichen künstlichen Hafeninsel Gulhi Falhu im Osten. Die Insel ist damit Teil des Vaadhoo-Kanals, gehört zum Verwaltungsbezirk des Kaafu Atolls und dehnt sich auf inzwischen 50 Hektar aus.

## Hintergrund und Geschichte
Ausgangspunkt für die Schaffung der „Müllinsel“ war die Thilafalhu genannte Lagune, die eine Länge von 7 km und eine Breite von 200 Metern (m) hatte. Die Entscheidung zum Verfüllen der Lagune wurde am 5. Dezember 1991 getroffen.
Die erste Ladung Müll aus Malé, mit der die Lagune aufgefüllt werden sollte, erreichte Thilafushi am 7. Januar 1992. Am Anfang standen ein Landungsboot, vier LKW, zwei Bagger und ein Radlader zur Verfügung. Der Fuhrpark hat sich in den letzten Jahren auf drei Landungsboote, 20 LKW, sechs Bagger, vier Radlader, eine Müllpresse und einen Bulldozer vervielfacht.
In der Anfangsphase wurden Gruben mit einer Größe von 15 × 15 × 5 m (rund 1100 m³) ausgehoben und mit Müll aufgefüllt. Der Müll wurde dann mit einer Lage aus Bauschutt abgedeckt, der wiederum mit Korallensand bedeckt wurde. Eine Mülltrennung wurde aufgrund der riesigen anfallenden Müllmenge und fehlenden Infrastruktur nicht durchgeführt. Heute wird der Müll getrennt und teilweise verbrannt. Die Entsorgungsarbeiten werden von 150 Bengalen erledigt.
Die Insel wuchs 2009 um rund 1 m² pro Tag, bei einer täglichen Anlieferung von bis zu 400 Tonnen. Der Hauptanteil ist in der Zwischenzeit industrieller Abfall, wie Bauschutt, aber auch Material, das als Sondermüll klassifiziert wird. Die Verwaltung obliegt der Waste Management Section (WMS), die offiziell dem Ministry of Construction and Public Works (kurz MCPW, dem maledivischen Bauministerium) untersteht. Derzeit wird die WMS aber von der Stadtverwaltung Malé und damit dem Ministry of Home Affairs and Housing verwaltet.
Am 17. Dezember 2008 wurden vom damaligen Präsidenten der Malediven, Mohamed Nasheed, die Thilafushi Corporation Limited und die Waste Management Corporation Limited als Staatsunternehmen gegründet. Während die Waste Management Corporation Limited für die Müllentsorgung und -verwertung zuständig ist, kümmert sich die Thilafushi Corporation Limited um die Vermarktung der Insel für Unternehmen.

## Industrialisierung der Insel

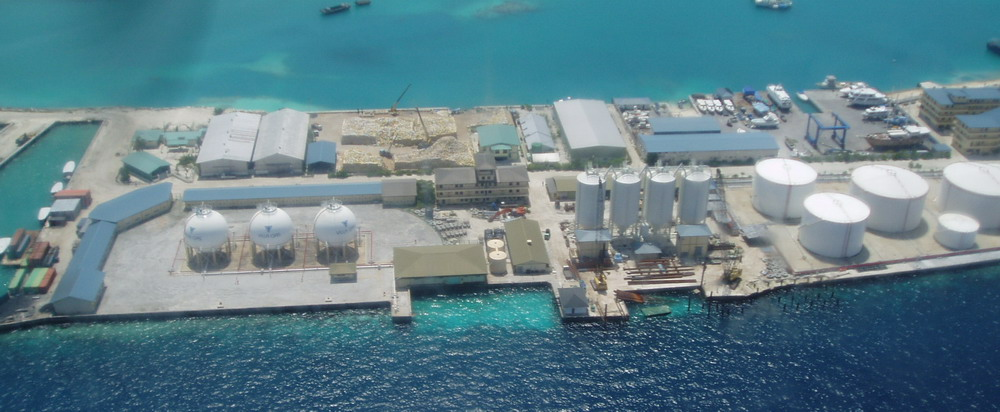
Industrieanlagen auf Thilafushi

Nachdem die Landfläche von Thilafushi immer stärker anwuchs, entschloss sich die maledivische Regierung im November 1997, dass das Land an Unternehmen zur industriellen Nutzung verpachtet wird. Im ersten Schritt siedelten sich 22 Unternehmen an, deren Anzahl sich bis heute auf 54 erhöht hat. Durch die Ansiedlung der Unternehmen ist heute mehr als die Hälfte der Insel industriell genutzt. Die Verpachtung von Thilafushi bringt dem maledivischen Staat rund eine Million US-Dollar pro Jahr.
Die dort vorherrschenden Industrien sind Schiffbau, Zementverpackung und LPG-Abfüllung. Auch Lagerkapazitäten wurden in hohem Maße geschaffen und entlasten so die Hauptstadt Malé durch seine Lagerkapazitäten, insbesondere für Zement und Gas.
Im März 2015 hat die maledivische Regierung entschieden, den Haupthafen des Landes von Malé nach Thilafushi zu verlegen und zur Durchführung dieses Projekts einen Vertrag mit DP World unterzeichnet.

## Umweltprobleme
Nach unabhängigen Berichten gilt Thilafushi als die größte Müllinsel der Welt. Der Schutz der Umwelt findet nur rudimentär statt. Obwohl ein Teil des Mülls heute offiziell sortiert wird, wird dennoch der Großteil des Mülls einfach verdichtet und verfüllt. Auch umwelt- und gesundheitsgefährdende Stoffe werden dort ohne Schutz deponiert. So enthält der Bauschutt, mit dem der Müll abgedeckt wird, oft Asbest.
Zu den Stoffen, die im Abfallkreislauf getrennt werden, gehören insbesondere die Metalle Kupfer, Zinn, Zink und Stahl. So sind Metalle in der Zwischenzeit das Hauptexportgut der Malediven nach Indien. Altöl und Kunststoffe werden ebenfalls getrennt entsorgt.
Die zunehmende Entsorgung oder Verbrennung von Batterien und Elektronikschrott verschärfen die Umweltprobleme weiter. Die enthaltenen Stoffe wie Blei, Cadmium oder Quecksilber werden ausgewaschen und gelangen über die Fische in die Nahrungskette zurück oder verschmutzen bei der Verbrennung die Luft.